# 메르세데스-벤츠 GLE
메르세데스-벤츠 GLE(Mercedes-benz GLE)는 메르세데스-벤츠의 준대형 SUV다.
전신인 M 클래스 시절부터 미국 앨라배마주 터스컬루사에 있는 메르세데스-벤츠의 현지공장에서 생산 중이다.

## 1세대(W166/C292)

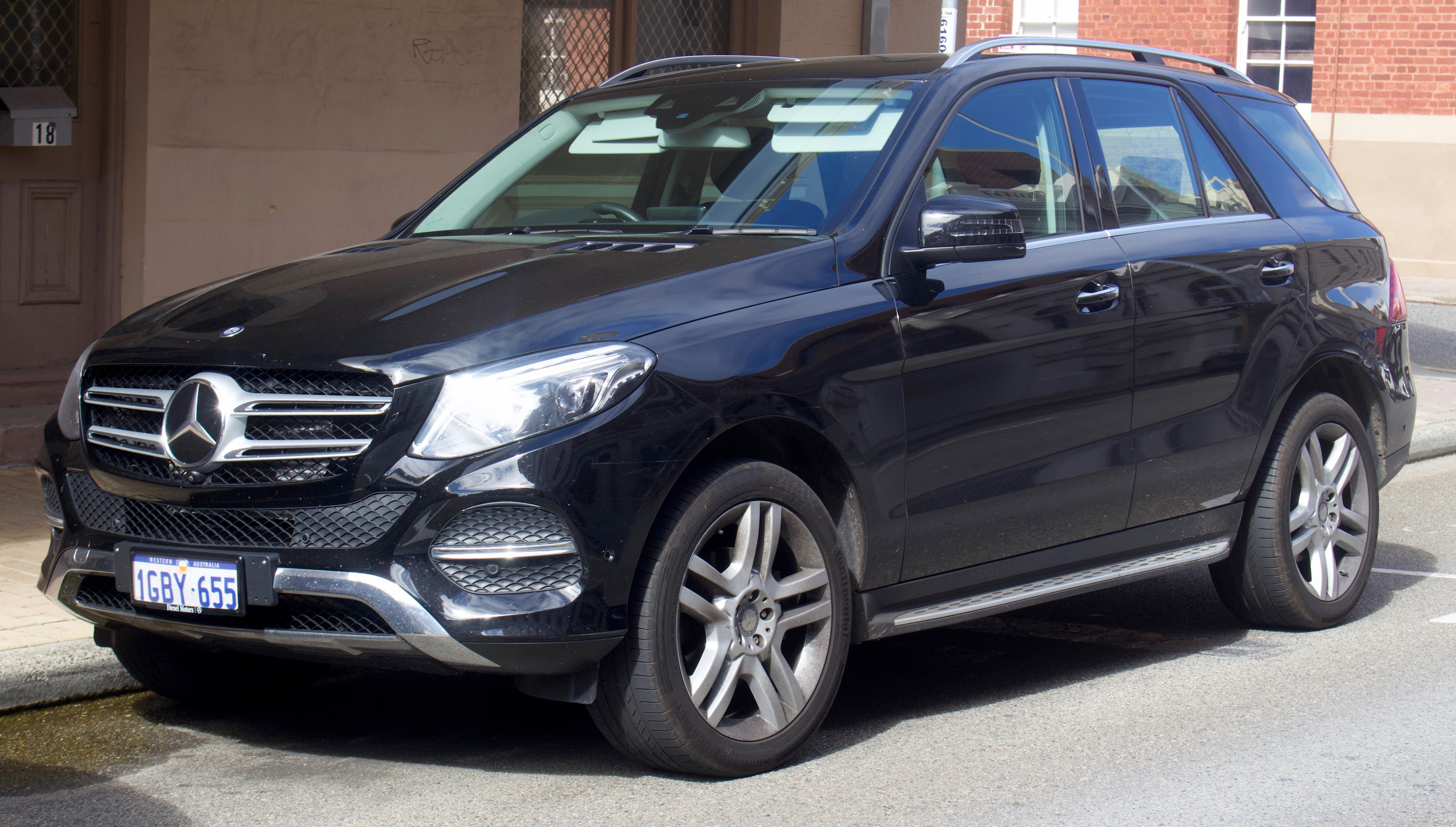
메르세데스-벤츠 GLE 정측면

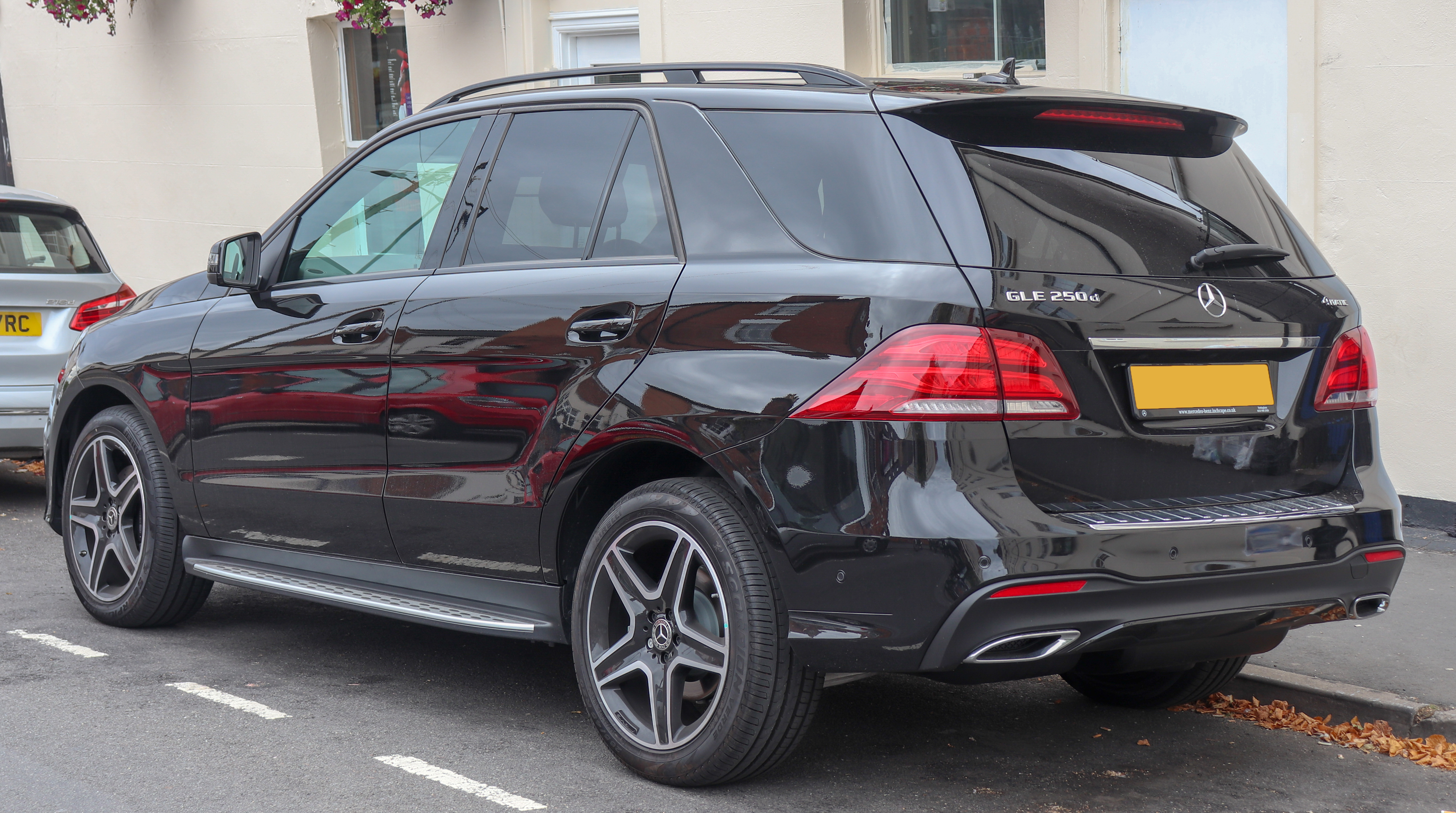
메르세데스-벤츠 GLE 후측면

2015년에 M 클래스가 페이스리프트를 거치며 벤츠의 작명법으로 인해 GLE로 바뀌었다. 동시에 쿠페가 출시되었다.

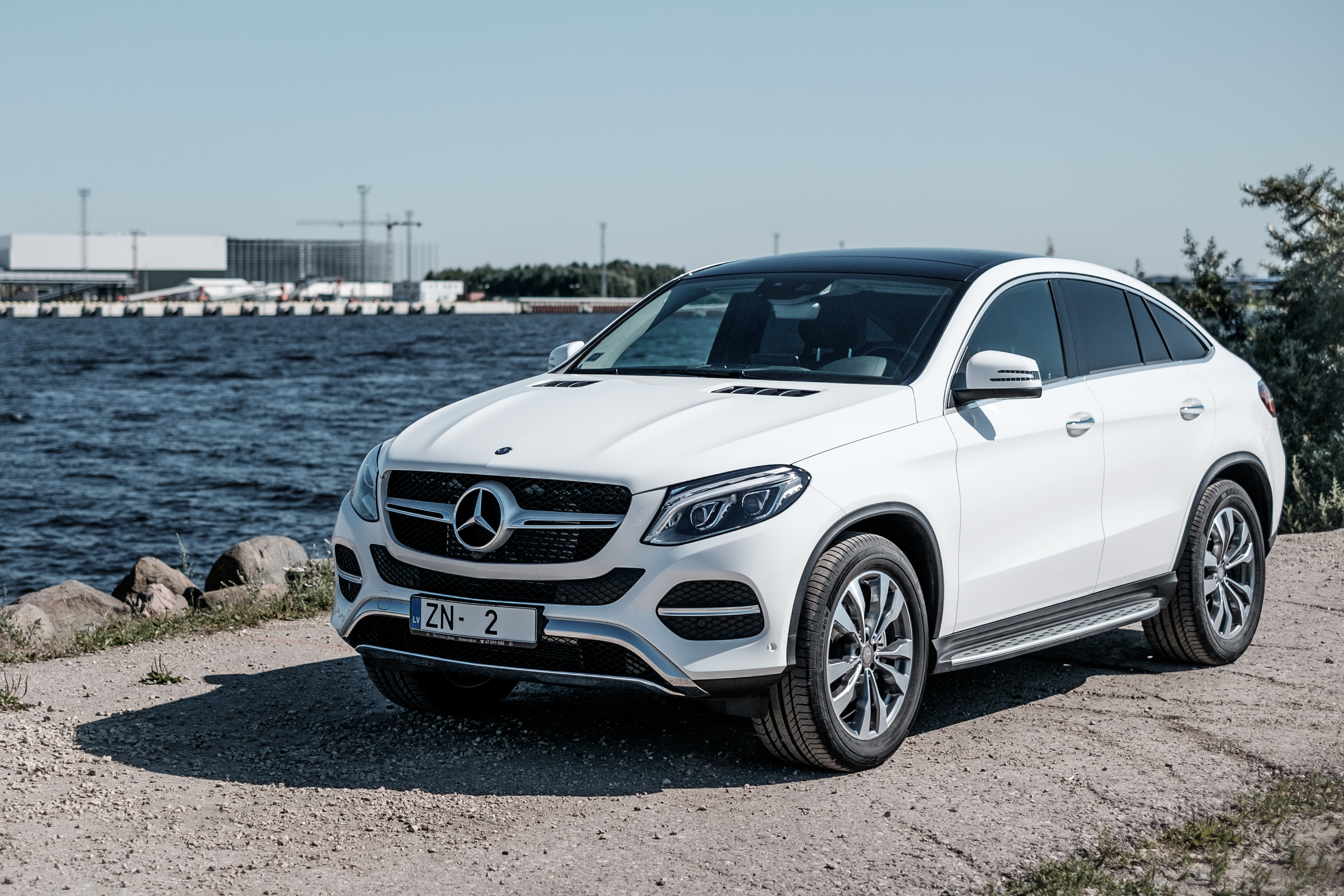
메르세데스-벤츠 GLE 쿠페

## 2세대(W167/C293)

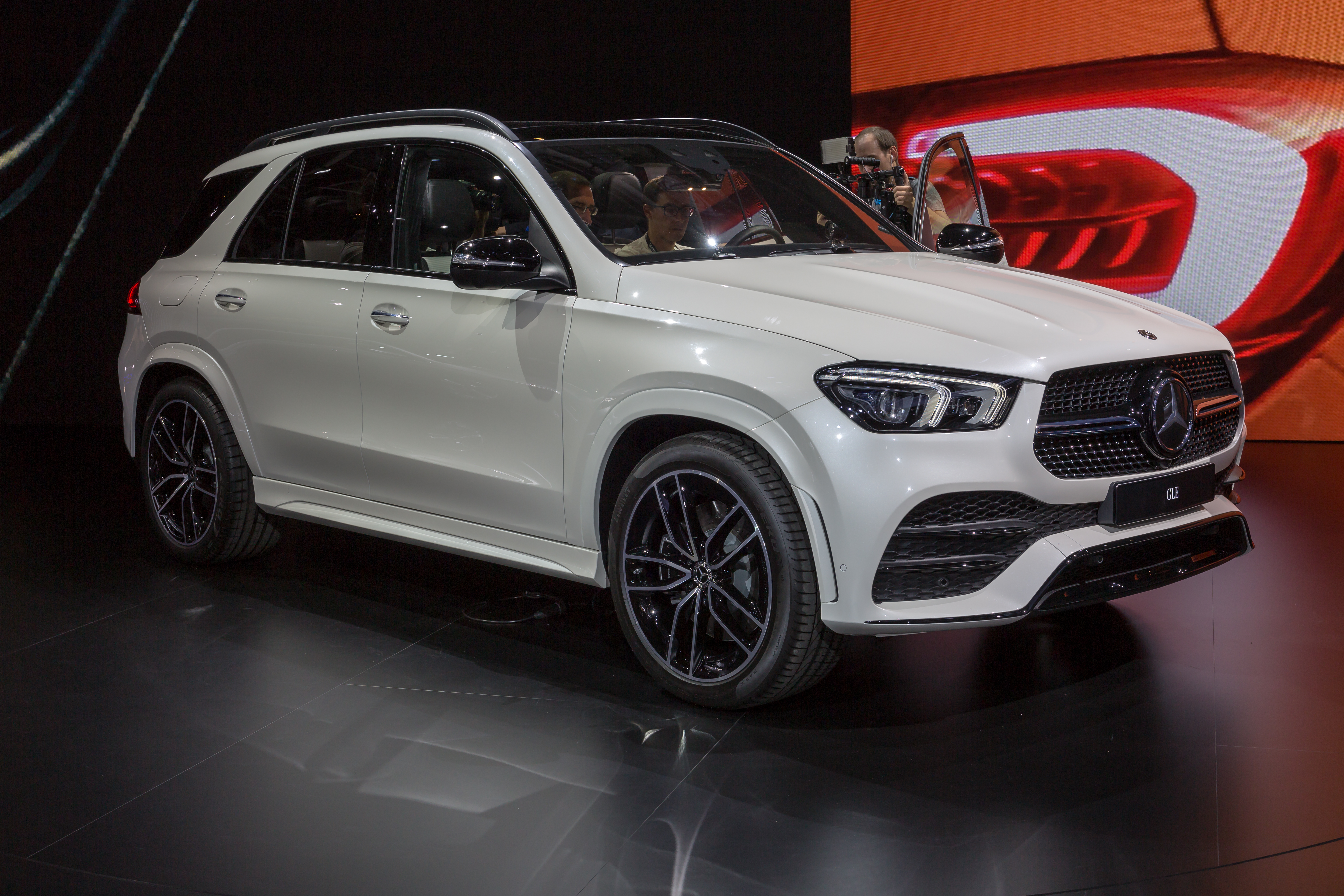

2018년 10월에 파리 모터쇼에서 공개되었다. 벤츠의 새로운 패밀리룩을 적용했고, 인테리어는 차세대 인터페이스를 적용해 S클래스나 E클래스처럼 유려하고 고급스럽게 디자인하였다. 유기압 서스펜션과 하부 카메라를 통해 댐퍼 조절을 하는 능동형 지형반응 시스템, E 액티브 바디 컨트롤, 4MATIC을 적용해 험로 주파성을 높였다. 신형 425마력 직렬 4기통 가솔린 엔진, 367마력 직렬 6기통 가솔린 엔진, 245마력 직렬 4기통 디젤 엔진과 280마력 직렬 6기통 디젤 엔진에는 전부 전기모터가 결합된 마일드 하이브리드 방식에 9G트로닉 자동변속기가 장착되었다. 벤츠의 커넥티드 시스템인 MBUX UI도 탑재되었으며 차세대 자동주행 기술이 대거 적용되었다. 2019년 6월에 GLE 쿠페가 공개되었다.